# Alexander Lindqvist
Alexander Lindqvist (Sundbyberg, 12 febbraio 1991) è un cestista svedese.

## Palmarès
- Campionato svedese: 2

Södertälje: 2012-13, 2018-19